# Demo (musik)
En demo, kort för demonstration, är inom musikbranschen en inspelning som görs som en referens snarare än för utgivning. En musiker eller musikgrupp spelar typiskt in en demo och skickar till skivbolag i hopp om att få ett skivkontrakt, eller för att skaffa sig spelningar. Musiker som redan har kontrakt spelar ofta in demor som ett första utkast innan ett nytt album spelas in.
Demoversioner förblir vanligtvis outgivna, men det förekommer att de ges ut, ofta i form av samlingsalbum. I andra fall kan de få spridning i form av bootlegs.
Skivbolagen får årligen ett stort antal demor skickade till sig från musiker som vill bli upptäckta. Idag finns det dock flera alternativa sätt att synas som artist, bland annat så kallade demosajter. På dessa kan egen musik publiceras som sedan kan lyssnas på av besökarna. Globalt sett var MySpace den första stora internationella sajten som tillhandahöll denna tjänst och den är än idag det största communityt för musik.
Demoinspelningar kan distribueras via CD, vinyl eller kassett.